# Eftermontering
Eftermontering (engelska Retrofitting) innebär att en produkt eller anläggning uppgraderas och får nya funktioner efter att den kommit ut på marknaden, ofta med teknik som inte fanns tillgänglig när produkten eller anläggningen ursprungligen konstruerades. Det kan innebära bland annat bättre prestanda, billigare/säkrare drift eller att nya regler och lagar kräver ändringen.
Det är inte sällan tredjepartsprodukter som eftermonteras, så kallade eftermarknadsprodukter. Det finns företag som enbart ägnar sig åt eftermarknaden. Fordon kan få nya styrboxar för att förbättra prestanda och belysningsarmaturer kan få nya ljuskällor för längre livslängd och lägre energiförbrukning. Beroende på lokala lagar och regler kan sådan montering ibland kräva intyg eller godkännande från myndigheter eller den ursprungliga leverantören.
Exempel på eftermontering:
- Rökgasrening för kraftverk
- Infiltrationsanläggningar för gamla avlopp
- Komplettering av maskin för att klara av nya produkter
- Automatiskt tågstopp (ATC) för järnvägar
- Datorisering av processanläggningar